# Alex Briley
Alexander "Alex" Briley (Nova Iorque, 12 de abril de 1947) é um cantor norte-americano conhecido por ser o soldado original do grupo de música disco Village People, onde permaneceu até 2017.

## Primeiros anos e educação
Briley nasceu em Harlem, bairro do distrito de Manhattan, Nova Iorque, em 1947, filho de um ministro cristão. Crescido em Harlem e depois em Mount Vernon, no mesmo estado, Alex cantava na igreja durante a juventude e estudou canto na Universidade de Hartford. Briley tem dois irmãos, Timothy e Jonathan.

## Carreira
Alex foi apresentado ao produtor e compositor Jacques Morali pelo integrante do Village People Victor Willis. Originalmente se apresentava usando calças jeans e uma camiseta, porém adotou a caracterização de soldado a partir do álbum Cruisin', além de se apresentar como marinheiro quando o grupo gravou "In the Navy" em 1979.

## Vida pessoal
O irmão mais novo de Briley, Jonathan (1958–2001), trabalhou como engenheiro de áudio na Windows on the World, no 106.º andar da torre norte do World Trade Center, onde estava durante os ataques terroristas contra o edifício em 11 de setembro de 2001. Em 2005, foi especulado que Jonathan poderia ser o homem que aparece na fotografia The Falling Man – o homem visto caindo da torre norte do WTC durante os ataques. Ele foi uma dentre o que se estima em 100–200 pessoas que morreram pulando, caindo ou sendo empurradas de cima da estrutura.